# Anandita
L'anandita és un mineral de la classe dels silicats, que pertany al grup de les miques. Va rebre el seu nom l'any 1967 per D. B. Pattiaratchi, Esko Saari i Thure Georg Sahama en honor d'Ananda Kentish Coomaraswamy (1877-1947), el primer director del Mineral Survey of Ceylan.

## Característiques
L'anandita és un silicat de fórmula química (Ba,K)(Fe2+,Mg)₃((Si,Al,Fe)₄O10)(S,OH)₂. És un inusual membre del grup de les miques que conté sofre, amb tres politips coneguts: anandita-2M1, anandita-1 M, i anandita-2O. Tots els politips d'anandita s'assemblen entre si: miques de color negre, gairebé opaques. Cristal·litza en el sistema monoclínic. La seva duresa a l'escala de Mohs es troba entre 3 i 4.
Segons la classificació de Nickel-Strunz, l'anandita pertany a «09.EC - Fil·losilicats amb plans de mica, compostos per xarxes tetraèdriques i octaèdriques» juntament amb els següents minerals: minnesotaïta, talc, wil·lemseïta, ferripirofil·lita, pirofil·lita, boromoscovita, celadonita, chernykhita, montdorita, moscovita, nanpingita, paragonita, roscoelita, tobelita, aluminoceladonita, cromofil·lita, ferroaluminoceladonita, ferroceladonita, cromoceladonita, tainiolita, ganterita, annita, ephesita, hendricksita, masutomilita, norrishita, flogopita, polilitionita, preiswerkita, siderofil·lita, tetraferriflogopita, fluorotetraferriflogopita, wonesita, eastonita, tetraferriannita, trilitionita, fluorannita, xirokxinita, shirozulita, sokolovaïta, aspidolita, fluoroflogopita, suhailita, yangzhumingita, orlovita, oxiflogopita, brammal·lita, margarita, bityita, clintonita, kinoshitalita, ferrokinoshitalita, oxikinoshitalita, fluorokinoshitalita, beidel·lita, kurumsakita, montmoril·lonita, nontronita, volkonskoïta, yakhontovita, hectorita, saponita, sauconita, spadaïta, stevensita, swinefordita, zincsilita, ferrosaponita, vermiculita, baileyclor, chamosita, clinoclor, cookeïta, franklinfurnaceïta, gonyerita, nimita, ortochamosita, pennantita, sudoïta, donbassita, glagolevita, borocookeïta, aliettita, corrensita, dozyïta, hidrobiotita, karpinskita, kulkeïta, lunijianlaïta, rectorita, saliotita, tosudita, brinrobertsita, macaulayita, burckhardtita, ferrisurita, surita, niksergievita i kegelita.

## Formació i jaciments
Va ser descoberta a Wilagedera, a la província del nord-est de Sri Lanka. També ha estat trobada a diversos indrets dels Estats Units: Sterling Hill (Nova Jersey), Trumbull Peak (comtat de Mariposa, Califòrnia) i Big Creek (comtat de Fresno, Califòrnia).